# Олександрівський районний краєзнавчий музей
Олександрівський районний краєзнавчий музей міститься в смт Олександрівка Олександрівського району Кіровоградської області. 

## Фонди
Зберігається майже 10 тисяч предметів.

## Директор
Директор - Білошапка Василь Вікторович.
Олександрівський районний краєзнавчий музей офіційно відкритий 17 жовтня 1987 року. Спочатку це був громадський музей історії району. 1991 року він набув статусу державного.
З 1997 року музей набув статусу юридичної особи, як об’єкт комунальної власності. З кінця 2003 року носить нинішню назву – Олександрівський районний краєзнавчий музей. У 2009 році за підсумками обласного огляду-конкурсу базових музеїв районного, міського рівнів та громадських музеїв заклад посів перше місце на Кіровоградщині. 

## Експозиція
Експозиція музею складається з кількох залів. 
У першому залі музею відображено історію Олександрівського району з найдавніших часів до 1917 року. Тут можна побачити археологічну колекцію знарядь праці давніх людей, зброю, уламки посуду та інші речі племен чорноліської та черняхівської культур, скіфів. Ви дізнаєтесь про перебування у краї давньоруських князів Святослава і Рюрика, почуєте легенду про місто Біргород. 
Зацікавить відвідувачів й експозиція про добу козаччини, адже селом Бірками володів гетьман Богдан Хмельницький, тут він приймав послів іноземних держав, збирав військо для походу проти Польщі. Доказом існування козацького села є численні предмети XVII століття, знайдені у Бірках і представлені в музеї. 
Експонуються також предмети побуту кримських татар, фрагменти речей з палацу польських королів у Кракові, хоругва козацької доби тощо. Досить широко представлена історія краю в XVIII – початку ХХ століть. Це колекції черепиці та цегли, ікон, рушників та інших предметів побуту. Експозиція розповідає про героя Вітчизняної війни 1812 року, генерала Миколу Раєвського та членів його родини, серед яких знаменита Марія Волконська, декабристів, письменників Міхала Грабовського та його гостей Тараса Шевченка і Пантелеймона Куліша, київського цивільного губернатора Івана Фундуклія, іменем якого названо залізничну станцію в Олександрівці. Не залишить байдужою й експозиція про земляків-учасників першої світової війни. 
Приверне увагу відвідувачів експозиція «Українська хата початку ХХ століття», де представлені різні предмети народного побуту. 
Буремним 1920-1930-м рокам присвячено другий зал музею. Відвідувачі дізнаються про події громадянської війни в краї, зокрема побачать гроші холодноярського отамана Пилипа Хмари і Нестора Махна. До речі, на території Олександрівського району за наказом батька Махна був убитий інший отаман Григор’єв. Свідками епохи стали документи і фотографії учасників колективізації і культурної революції на селі. Відведене місце й ушануванню пам’яті жертв голодомору 1932-1933 років та сталінських репресій. Доповнюють розповідь про довоєнний радянський час численні предмети побуту. 
Історія краю в роки Німецько-радянської війни складає експозицію третього залу. 
Четвертий зал присвячений історії краю у післявоєнний час, сьогоденню, славним землякам та природі Олександрівщини. 
Відкривають експозицію фотографії руїн 2-го імені Петровського цукрозаводу. Далі йде розповідь про те, як підприємство стало одним з найпотужніших на Кіровоградщині. Велика заслуга в цьому дійсного члена Академії інженерних наук України, автора багатьох винаходів у галузі цукроваріння, головного інженера Юрія Цюкала, про якого теж є матеріали в музеї. 
Окремі експозиції присвячені учасникам ліквідації наслідків аварії на Чорнобильській АЕС та житомирянам-переселенцям із зони радіоактивного забруднення в село Несваткове, воїнам-інтернаціоналістам, розвитку культури в районі. 
Через Олександрівщину проліг магістральний газопровід “Союз”, який споруджувала молодь Німецької Демократичної Республіки. Про їх працю розповідає один з розділів залу. Тут можна побачити навіть автограф Егона Кренца – останнього керівника НДР, а в час будівництва газопроводу – молодіжного лідера країни. 
Представлена в експозиції і символіка краю. 
Велике місце відведене землякам, які уславили край. В експозиції представлені музейні предмети про члена-кореспондента Російської академії наук, генерал-майора Бориса Кузика, генерал-лейтенанта Анатолія Троца, заслуженого юриста України, українського державного і політичного діяча Сергія Пересунька, заслуженого журналіста України Василя Бирзула, двічі Героя Соціалістичної Праці Йосипа Шліфера, народного артиста СРСР Гната Юру, Героя України, керівника хору імені Григорія Верьовки Анатолія Авдієвського, інших земляків, які носять звання Героя Соціалістичної Праці чи інше почесне звання. Зацікавлять відвідувачів книги письменників- земляків з їх автографами. 
Любителі спорту можуть оглянути розділ про спортсменів, які у свій час стали чемпіонами і призерами першостей світу, СРСР, України, побачать їх трофеї. 
Відразу приверне увагу макет ракети, виготовлений юними техніками Олександрівки під керівництвом Степана Кононенка. А це моделі ракет, що показали найкращі результати на всесоюзних і республіканських змаганнях юних авіа- і ракетомоделістів. Саме в цій малій авіації починав свій шлях до космонавтики конструктор ракетно-космічної техніки Володимир Ковтун. Йому довелось працювати над багатьма проектами. Про це свідчать не тільки фотографії, а й, наприклад, пропуск Володимира Ковтуна в американський Хьюстон. Подарував конструктор музею бортовий журнал космічного корабля «Союз», ручку американського астронавта. 
Природничий відділ показує неповторну природу краю. Хочете побачити кістки мамонта, кита цитотерія, ріг тура, відбитки давніх молюсків і рослин, то приходьте в музей. Поруч знайдете колекцію гірських порід і мінералів, виявлених олександрійськими геологами. Ви ще не бачили бовтиські горючі сланці й олександрівське буре вугілля? А камені, оброблені льодовиком? Є у природничому відділі й експонати про флору й фауну краю. 
Значний мистецький потенціал Олександрівського району дав можливість створити в Олександрівському районному краєзнавчому музеї художній відділ, де експонуються картини різних напрямків, скульптури, вишивки, роботи з соломки, твори різьбярів, декоративні вази тощо. Тут представлені твори місцевих художників та майстрів декоративно-прикладного мистецтва С.Мухи, Д.Волошаненка, І.Руденка, І.Кривенка, І.Уманця, М.Ніколенка, В.Величка, Ф.Лагна, В.Кірмана. Художній відділ репрезентує й художників Кіровограда Михайла Надєждіна, Володимира Федорова, Миколи Добролежі, Бориса Вінтенка. Черкаси представлені творами Олександра Шепенькова, Львів – Ігоря Маїка. Відділ дає можливість відвідувачам музею ознайомитись з творчістю російських художників Олександра Прищепи, Віталія Лобачова, Володимира Рябчикова, Михайла Абрамова, Валерія Копейка, Юрія Шевченка, Віктора Кірмана, Неллі Кірман, які творять у Ростові-на-Дону, більшість з них мають українське коріння. 
Крім художнього відділу, твори мистецтва експонуються і в інших відділах музею. Це колекція цвітненської кераміки, виставка робіт заслуженого майстра народної творчості України Якова Брюховецького, колекція глиняних іграшок та копій трипільських фігур – роботи Галини Кірман тощо. 
Своєрідним продовженням авіаційно-космічної експозиції стала кімната-музей Левка Мацієвича – філія краєзнавчого музею, відкрита 7 жовтня 2003 року в будинку, де народився піонер авіації, автор першого у світі проекту авіаносця, одного з перших у світі гідропланів, багатьох проектів підводних човнів, один із засновників першої в Наддніпрянській Україні політичної партії, перша жертва російської авіації. У філіалі ви побачите численні фотографії і документи, що розповідають про багатогранне життя і діяльність сина неба і землі. Тут зберігаються речі побуту того періоду, макет літака «Фарман-4», на якому літав і загинув авіатор. 
Музей приймає відвідувачів щодня (крім суботи й неділі) з 8-ї до 17-ї години ( у п'ятницю - до 16-ї години). 
Вартість вхідних квитків – 3 грн. (для дітей), 5 грн. (для дорослих), екскурсійного обслуговування – від 15 до 20 грн. (в залежності від категорії відвідувачів).